# アロハ石油
アロハ石油（あろはせきゆ、英語: Aloha Petroleum）はアメリカ合衆国ハワイ州ホノルルに本社を置く会社で、ガソリンスタンドとコンビニエンスストアを運営している。

## 概要
アロハ石油は1900年代の初頭にジャン・ポール・ゲティが関係したAssociated Oilとしてスタートし、1950年代にはフィリップス66（en:Phillips 66）に買収され、1977年にはフィリップス66がアメリカ合衆国西部地区から撤退した時にオーナーが変って後、アロハ石油となった。1992年にはサークルKからコンビニエンスストアを買収し、その後も店舗を増やし、アロハ・アイランド・マートとして運営している。
現在はオアフ島とハワイ島にガソリンスタンドとコンビニを50か所運営していて、またコストコなど他業者へも石油製品を供給している。